# Ska-J
Gli Ska-J sono un gruppo veneziano che propone musica jazz arrangiata in chiave afro-jamaicana. Il leader e fondatore della band è Marco Forieri, già cantante e sassofonista dei Pitura Freska. Il nome del gruppo, oltre a richiamare il tipo di musica suonata, è un gioco di parole sul termine "scagi", che in dialetto veneziano significa "ascelle".
Dopo l'esordio del 2002 pubblicano dieci cd, suonano al carnevale di Venezia in piazza San Marco e si fanno conoscere grazie a numerosi live facendo più volte da guest band ai Wailers, ai New York Ska-Jazz Ensemble e agli Skatalites.

## Tour
Gli Ska-J suonano per tutta Italia e anche all'estero. Hanno avuto molte date di concerti in giro per tutta l'Europa.

## Apparizioni televisive
La band l'8 dicembre 2010 ha presentato l'album Brube durante la trasmissione Parla con me di Rai Tre condotta da Serena Dandini accompagnando l'arrivo degli ospiti della puntata con degli stacchetti dall'ultimo disco.

## Formazione
- Marco "Furio" Forieri - voce, sax soprano, tenore e baritono
- Alan Liberale - batteria, percussioni
- Luca Toso - sax tenore
- Filippo Vignato - trombone
- Sandro Caparelli - contrabbasso
- Luca Scaggiante - chitarra, voce
- Ilenya De Vito - voce

## Discografia
- 2003 - Venice Goes Ska
- 2004 - Men in the Street
- 2004 - Quizas, Quizas, Quizas
- 2005 - Teék
- 2006 - Venice goes ska, AGAIN!
- 2007 - Adesso eh
- 2009 - Ska-j Play Standards
- 2010 - Dal vivo con amore
- 2010 - Brube
- 2011 - DesCanta Claus
- 2012 - Socco
- 2012 - DesCanta Claus Vol.2
- 2013 - DesCanta Claus Vol.3
- 2014 - DesCanta Claus Vol.4
- 2015 - Mambo King?

## Videografia
- Il primo video prodotto dagli Ska-J è Santamarta, regia di Yeburi al secolo Marino Ingrassia, fotografia e montaggio di Nervo. Il brano è di Marco Forieri edito dalle Marco Forieri Edizioni Musicali.
- Il secondo video della band è Quizás, quizás, quizás, ispirato dalla famosa hit cubana di Osvaldo Farrés. La regia è ancora di Yeburi mentre le riprese di Peppe Drago. Girato al Lido di Venezia.
- Nel 2007 è uscito il terzo video Vivo con Amore del regista Marino Ingrassia per Ska-J
- Il quarto video So Figo è tratto dall'album BRUBE. Con la regia di Luca Toso, assistente alla regia Alberto Spezzamonte, operatori alla camera Pigi Grande e Beppe Drago. Montaggio di Federico Maria Maneschi, supervisione tecnica e artistica di Marco Manetti dei Manetti Bros. Girato a Venezia nel mese di settembre 2010.
- Il videoclip del singolo Socco, girato nella primavera 2012 con la partecipazione straordinaria di: Pitura Freska, Banda Osiris, Carlo & Giorgio, Bullo dei Rumatera, Serena Nono, Tiziano Scarpa e molti altri. Regia di Elisa Frasinetti, fotografia PG Grande.